# 徐中銓
徐中銓（？—？），湖北省荊門直隸州當陽縣人，清朝政治人物、進士出身。

## 生平
光緒十八年（1892年），参加光緒壬辰科殿試，登進士二甲21名。同年五月，改翰林院庶吉士。光緒二十年四月，散館，著以部属用。